# غاية المرام في تاريخ محاسن بغداد دار السلام (كتاب)
غاية المرام في تاريخ محاسن بغداد دار السلام كتاب تأريخ للشيخ ياسين العمري، كتبه عام 1802 م ونشر أول مرة عام 1917 م، يتناول الكتاب تاريخ العراق بصورة عامة وتاريخ بغداد خاصة منذ تأسيسها.
تكمن أهمية الكتاب في تركيزه على الفترة العثمانية بتفصيل دقيق، يناقش فيه طابع الحياة الإجتماعية في بغداد والأوضاع السياسية فيها.
قام السيد ميعاد شرف الدين الكيلاني بلتخيص هذا الكتاب وتهذيبه في نسخة أبسط تحت عنوان تاريخ محاسن بغداد.

## مخطوطة 1917 م

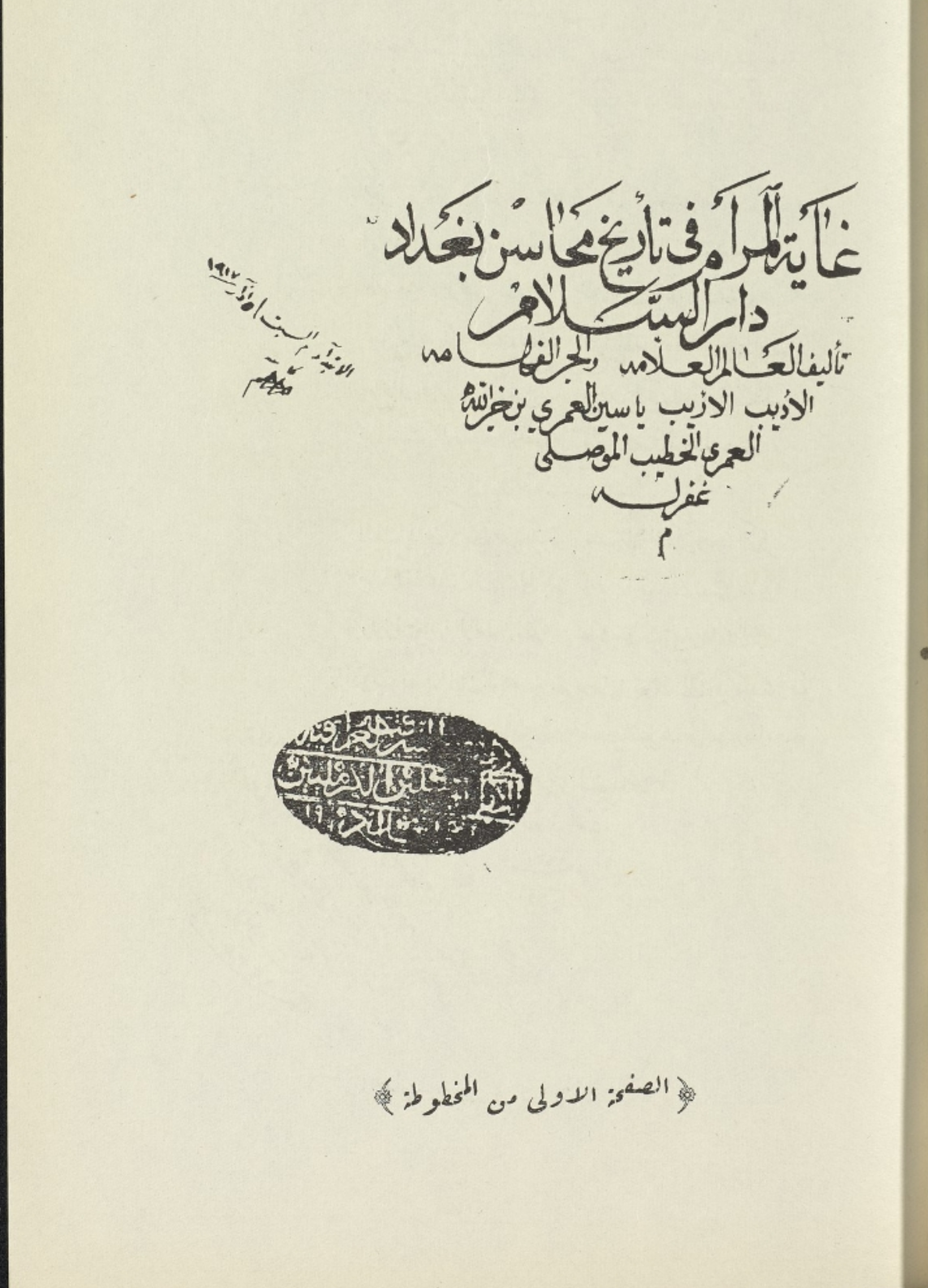
الصفحة الأولى من المخطوطة المنقولة سنة 1917

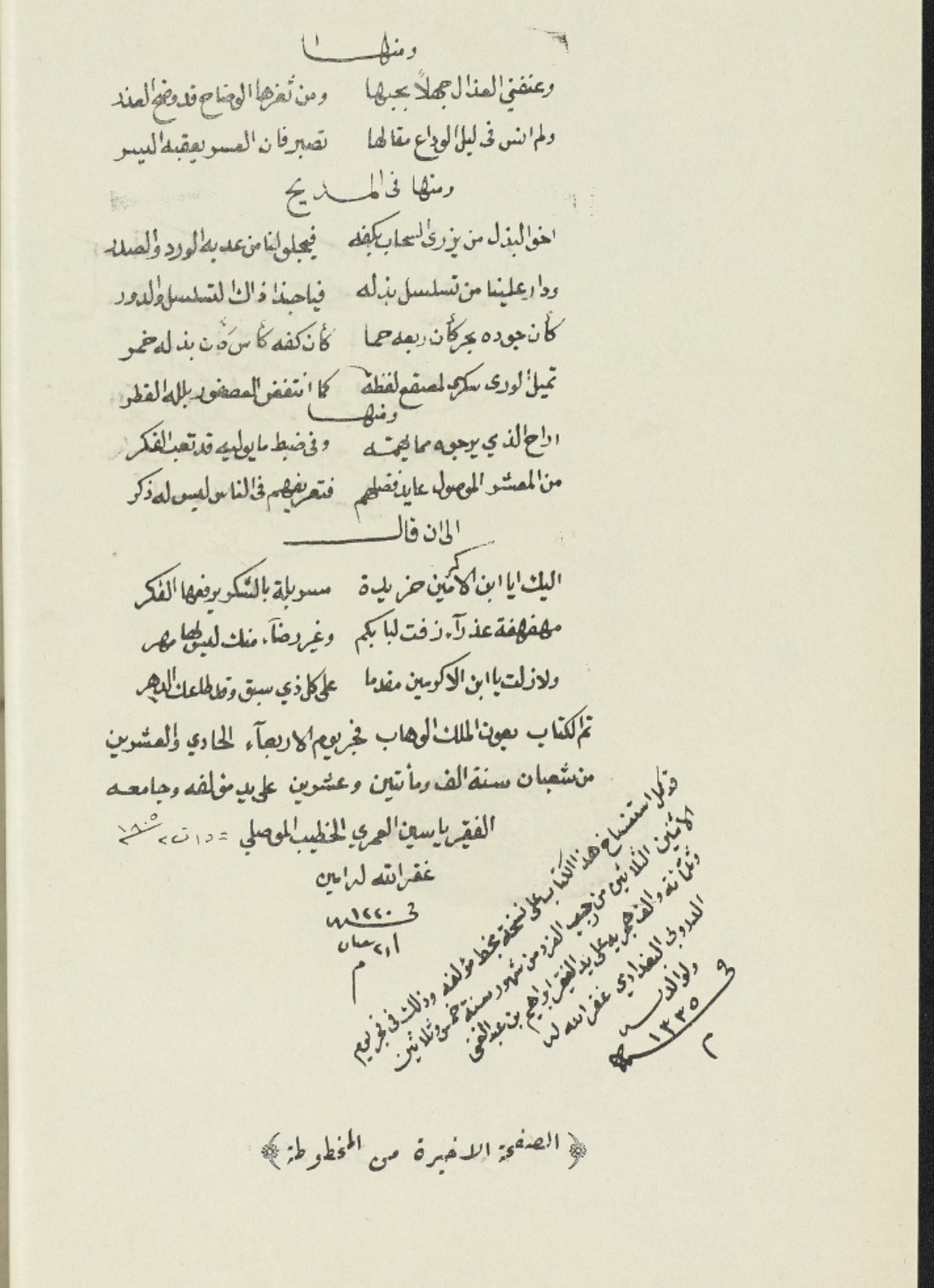
الصفحة الأخير من المخطوطة المنقولة سنة 1917